# Table de correspondance en spectroscopie infrarouge
Une table de correspondance en spectroscopie infrarouge est la liste des « pics » d'absorption (ou bandes, puisqu'on les présente dans des diagrammes de transmission), généralement en termes de nombres d'onde, pour les types liaisons moléculaires et groupes fonctionnels communs,. En chimie physique et en chimie analytique, la spectroscopie infrarouge (spectroscopie IR) est une technique utilisée pour identifier les composés chimiques sur la base de leurs bandes d'absorption dans l'infrarouge.
L'absorption dans cette gamme ne concerne pas seulement les molécules organiques ; la spectroscopie IR est aussi utile pour analyser les composés inorganiques, tels que les complexes métalliques ou les  fluoromanganates. Les phosphonates peuvent aussi être caractérisés par leur double bande moyenne entre 2 300 et 2 400 cm-1.
Des tables de transitions vibrationnelles des molécules stables ou de transition sont aussi disponibles.
| Liaison | Type de liaison              | Type spécifique de liaison                       | Pic d'absorption cm−1 (nm)         | Apparence                                                                  |
| ------- | ---------------------------- | ------------------------------------------------ | ---------------------------------- | -------------------------------------------------------------------------- |
| C─H     | alkyle                       | méthyle                                          | 1 260 cm-1 (7 937 nm)              | forte                                                                      |
| C─H     | alkyle                       | méthyle                                          | 1 380 cm−1 (7 246 nm)              | faible                                                                     |
| C─H     | alkyle                       | méthyle                                          | 2 870 cm−1 (3 484 nm)              | moyenne à forte                                                            |
| C─H     | alkyle                       | méthyle                                          | 2 960 cm−1 (3 378 nm)              | moyenne à forte                                                            |
| C─H     | alkyle                       | méthylène                                        | 1 470 cm−1 (6 803 nm)              | forte                                                                      |
| C─H     | alkyle                       | méthylène                                        | 2 850 cm−1 (3 509 nm)              | moyenne à forte                                                            |
| C─H     | alkyle                       | méthylène                                        | 2 925 cm−1 (3 419 nm)              | moyenne à forte                                                            |
| C─H     | alkyle                       | méthine                                          | 2 890 cm−1 (3 460 nm)              | faible                                                                     |
| C─H     | vinyle                       | C═CH2                                            | 900 cm−1 (11 111 nm)               | forte                                                                      |
| C─H     | vinyle                       | C═CH2                                            | 2 975 cm−1 (3 361 nm)              | moyenne                                                                    |
| C─H     | vinyle                       | C═CH2                                            | 3 080 cm−1 (3 247 nm)              | moyenne                                                                    |
| C─H     | vinyle                       | C═CH                                             | 3 020 cm−1 (3 311 nm)              | moyenne                                                                    |
| C─H     | vinyle                       | alcènes monosubstitués                           | 900 cm−1 (11 111 nm)               | forte                                                                      |
| C─H     | vinyle                       | alcènes monosubstitués                           | 990 cm−1 (10 101 nm)               | forte                                                                      |
| C─H     | vinyle                       | alcènes cis-disubstitutés                        | 670–700 cm−1 (14 286-14 925 nm)    | forte                                                                      |
| C─H     | vinyle                       | alcènes trans-disubstitutés                      | 965 cm−1 (10 363 nm)               | forte                                                                      |
| C─H     | vinyle                       | alcènes trisubstitutés                           | 800–840 cm−1 (11 905-12 500 nm)    | forte à moyenne                                                            |
| C─H     | composé aromatique           | benzène/benzène sub.                             | 3 070 cm−1 (3 257 nm)              | faible                                                                     |
| C─H     | composé aromatique           | benzène monosubstitué                            | 700–750 cm-1 (13 333-14 286 nm)    | forte                                                                      |
| C─H     | composé aromatique           | benzène monosubstitué                            | 690–710 cm-1 (14 085-14 493 nm)    | forte                                                                      |
| C─H     | composé aromatique           | benzène ortho-disub.                             | 750 cm-1 (13 333 nm)               | forte                                                                      |
| C─H     | composé aromatique           | benzène méta-disub.                              | 750–800 cm-1 (12 500-13 333 nm)    | forte                                                                      |
| C─H     | composé aromatique           | benzène méta-disub.                              | 860–900 cm-1 (11 111-11 628 nm)    | forte                                                                      |
| C─H     | composé aromatique           | benzène para-disub.                              | 800–860 cm-1 (11 628-12 500 nm)    | forte                                                                      |
| C─H     | alcynes                      |                                                  | 3 300 cm−1 (3 030 nm)              | moyenne                                                                    |
| C─H     | aldéhydes                    |                                                  | 2 720 cm−1 (3 676 nm)              | moyenne                                                                    |
| C─H     | aldéhydes                    | 2 820 cm−1 (3 546 nm)                            |                                    | moyenne                                                                    |
| C─C     | C─C acyclique                | alcènes monosub.                                 | 1 645 cm−1 (6 079 nm)              | moyenne                                                                    |
| C─C     | C─C acyclique                | alcènes 1,1-disub.                               | 1 655 cm−1 (6 042 nm)              | moyenne                                                                    |
| C─C     | C─C acyclique                | alcènes cis-1,2-disub.                           | 1 660 cm−1 (6 024 nm)              | moyenne                                                                    |
| C─C     | C─C acyclique                | alcènes trans-1,2-disub.                         | 1 675 cm−1 (5 970 nm)              | moyenne                                                                    |
| C─C     | C─C acyclique                | alcènes trisub., tétrasub.                       | 1 670 cm−1 (5 988 nm)              | faible                                                                     |
| C─C     | C─C conjugué                 | diènes                                           | 1 600 cm−1 (6 250 nm)              | forte                                                                      |
| C─C     | C─C conjugué                 | diènes                                           | 1 650 cm−1 (6 061 nm)              | forte                                                                      |
| C─C     | avec cycle benzénique        | diènes                                           | 1 625 cm−1 (6 154 nm)              | forte                                                                      |
| C─C     | avec C═O                     | diènes                                           | 1 600 cm−1 (6 250 nm)              | forte                                                                      |
| C─C     | C═C (chacun sp2)             |                                                  | 1 640–1 680 cm−1 (5 952-6 098 nm)  | moyenne                                                                    |
| C─C     | C═C aromatique               |                                                  | 1 450 cm−1 (6 897 nm)              | faible à forte (typiquement 3 ou 4)                                        |
| C─C     | C═C aromatique               | 1 500 cm−1 (6 667 nm)                            |                                    | faible à forte (typiquement 3 ou 4)                                        |
| C─C     | C═C aromatique               | 1 580 cm−1 (6 329 nm)                            |                                    | faible à forte (typiquement 3 ou 4)                                        |
| C─C     | C═C aromatique               | 1 600 cm−1 (6 250 nm)                            |                                    | faible à forte (typiquement 3 ou 4)                                        |
| C─C     | C≡C                          | alcynes terminaux                                | 2 100–2 140 cm−1 (4 673-4 762 nm)  | faible                                                                     |
| C─C     | C≡C                          | alcynes disubst.                                 | 2 190–2 260 cm−1 (4 425-4 566 nm)  | très faible (souvent indistinguable)                                       |
| C═O     | aldéhyde/cétone              | aliph. saturé/cycle à 6                          | 1 720 cm−1 (5 814 nm)              |                                                                            |
| C═O     | aldéhyde/cétone              | α,β-insaturés                                    | 1 685 cm−1 (5 935 nm)              |                                                                            |
| C═O     | aldéhyde/cétone              | cétones aromatiques                              | 1 685 cm−1 (5 935 nm)              |                                                                            |
| C═O     | aldéhyde/cétone              | cycle à 5                                        | 1 750 cm−1 (5 714 nm)              |                                                                            |
| C═O     | aldéhyde/cétone              | cycle à 4                                        | 1 775 cm−1 (5 634 nm)              |                                                                            |
| C═O     | aldéhyde/cétone              | aldéhydes                                        | 1 725 cm−1 (5 797 nm)              | influencé par conjugaison (avec les cétones)                               |
| C═O     | acides carboxyliques/dérivés | acides carboxyliques saturés                     | 1 710 cm−1 (5 848 nm)              |                                                                            |
| C═O     | acides carboxyliques/dérivés | acides carboxyliques saturés, insat./aromatiques | 1 680–1 690 cm−1 (5 917-5 952 nm)  |                                                                            |
| C═O     | acides carboxyliques/dérivés | esters et lactones                               | 1 735 cm−1 (5 764 nm)              | influencé par conjugaison (avec les cétones) et la taille du cycle         |
| C═O     | acides carboxyliques/dérivés | anhydrides                                       | 1 760 cm−1 (5 682 nm)              |                                                                            |
| C═O     | acides carboxyliques/dérivés | anhydrides                                       | 1 820 cm−1 (5 495 nm)              |                                                                            |
| C═O     | acides carboxyliques/dérivés | halogénures d'acyle                              | 1 800 cm−1 (5 556 nm)              |                                                                            |
| C═O     | acides carboxyliques/dérivés | amides                                           | 1 650 cm−1 (6 061 nm)              | amides associés                                                            |
| C═O     | acides carboxyliques/dérivés | carboxylates (sels)                              | 1 550–1 610 cm−1 (6 211-6 452 nm)  |                                                                            |
| C═O     | acides carboxyliques/dérivés | zwitterions d'acide aminé                        | 1 550–1 610 cm−1 (6 211-6 452 nm)  |                                                                            |
| O─H     | alcools, phénols             | à faible concentration                           | 3 610–3 670 cm−1 (2 725-2 770 nm)  |                                                                            |
| O─H     | alcools, phénols             | à haute concentration                            | 3 200–3 400 cm−1 (2 941-3 125 nm)  | large                                                                      |
| O─H     | acides carboxyliques         | à faible concentration                           | 3 500–3 560 cm−1 (2 809-2 857 nm)  |                                                                            |
| O─H     | acides carboxyliques         | à haute concentration                            | 3 000 cm−1 (3 333 nm)              | large                                                                      |
| N─H     | amines primaires             |                                                  | 3 400–3 500 cm−1 (2 857-2 941 nm)  | forte                                                                      |
| N─H     | amines primaires             | 1 560–1 640 cm−1 (6 098-6 410 nm)                | forte                              |                                                                            |
| N─H     | amines secondaires           |                                                  | >3 000 cm-1 (>3 333 nm)            | faible à moyenne                                                           |
| N─H     | ions ammoniums               |                                                  | 2 400–3 200 cm−1 (3 125-4 167 nm)  | multiples bandes larges                                                    |
| C─O     | alcools                      | primaires                                        | 1 040–1 060 cm−1 (9 434-9 615 nm)  | forte, large                                                               |
| C─O     | alcools                      | secondaires                                      | ~1 100 cm-1 (~9 091 nm)            | forte                                                                      |
| C─O     | alcools                      | tertiaires                                       | 1 150–1 200 cm−1 (8 333-8 696 nm)  | moyenne                                                                    |
| C─O     | phénols                      |                                                  | 1 200 cm−1 (8 333 nm)              |                                                                            |
| C─O     | éthers                       | aliphatiques                                     | 1 120 cm−1 (8 929 nm)              |                                                                            |
| C─O     | éthers                       | aromatiques                                      | 1 220–1 260 cm−1 (7 937-8 197 nm)  |                                                                            |
| C─O     | acides carboxyliques         |                                                  | 1 250–1 300 cm−1 (7 692-8 000 nm)  |                                                                            |
| C─O     | esters                       |                                                  | 1 100–1 300 cm−1 (7 692-9 091 nm)  | deux bandes (distinctes des cétones, qui ne possèdent pas une liaison C─O) |
| C─N     | amines aliphatiques          |                                                  | 1 020–1 220 cm−1 (8 197-9 804 nm)  | souvent chevauchées par d'autres                                           |
| C─N     | C═N                          |                                                  | 1 615–1 700 cm−1 (5 882-6 192 nm)  | effets de conjugaison similaires à C═O                                     |
| C─N     | C≡N (nitriles)               | non-conjugués                                    | 2 250 cm−1 (4 444 nm)              | moyenne                                                                    |
| C─N     | C≡N (nitriles)               | conjugués                                        | 2 230 cm−1 (4 484 nm)              | moyenne                                                                    |
| C─N     | R─N─C (isonitriles)          |                                                  | 2 165–2 110 cm−1 (4 739-4 619 nm)  |                                                                            |
| C─N     | R─N═C═S                      |                                                  | 2 140–1 990 cm−1 (5 025-4 673 nm)  |                                                                            |
| C─X     | fluoroalcanes                | ordinaires                                       | 1 000–1 100 cm−1 (9 091-10 000 nm) |                                                                            |
| C─X     | fluoroalcanes                | trifluorométhyle                                 | 1 100–1 200 cm−1 (8 333-9 091 nm)  | deux fortes, bandes larges                                                 |
| C─X     | chloroalcanes                |                                                  | 540–760 cm−1 (13 158-18 519 nm)    | faible à moyenne                                                           |
| C─X     | bromoalcanes                 |                                                  | 500–600 cm−1 (16 667-20 000 nm)    | moyenne à forte                                                            |
| C─X     | iodoalcanes                  |                                                  | 500 cm-1 (20 000 nm)               | moyenne à forte                                                            |
| N─O     | composés nitro               | aliphatiques                                     | 1 540 cm−1 (6 494 nm)              | très forte                                                                 |
| N─O     | composés nitro               | aliphatiques                                     | 1 380 cm−1 (7 246 nm)              | très faible                                                                |
| N─O     | composés nitro               | aromatique                                       | 1 520, 1 350 cm−1 (7 407-6 579 nm) | plus basse si conjuguée                                                    |